# Bia (genre)
Pour les articles homonymes, voir Bia.
Genre
 Bia  est un genre de lépidoptères (papillons) de la famille des Nymphalidae, de la sous-famille des Morphinae, de la tribu des Brassolini et de la sous-tribu des Biina.

## Répartition
Brésil, Équateur, Guyane, Pérou.

## Systématique
- Le genre Bia a été décrit par Jakob Hübner en 1819[2].
- L’espèce type est Papilio actorion (Linné)

### Synonyme
- Napho (Hewitson, 1849)[3].

### Taxinomie
Liste des espèces
- Bia actorion (Linné, 1763)
- Bia peruana (Röber, 1904)

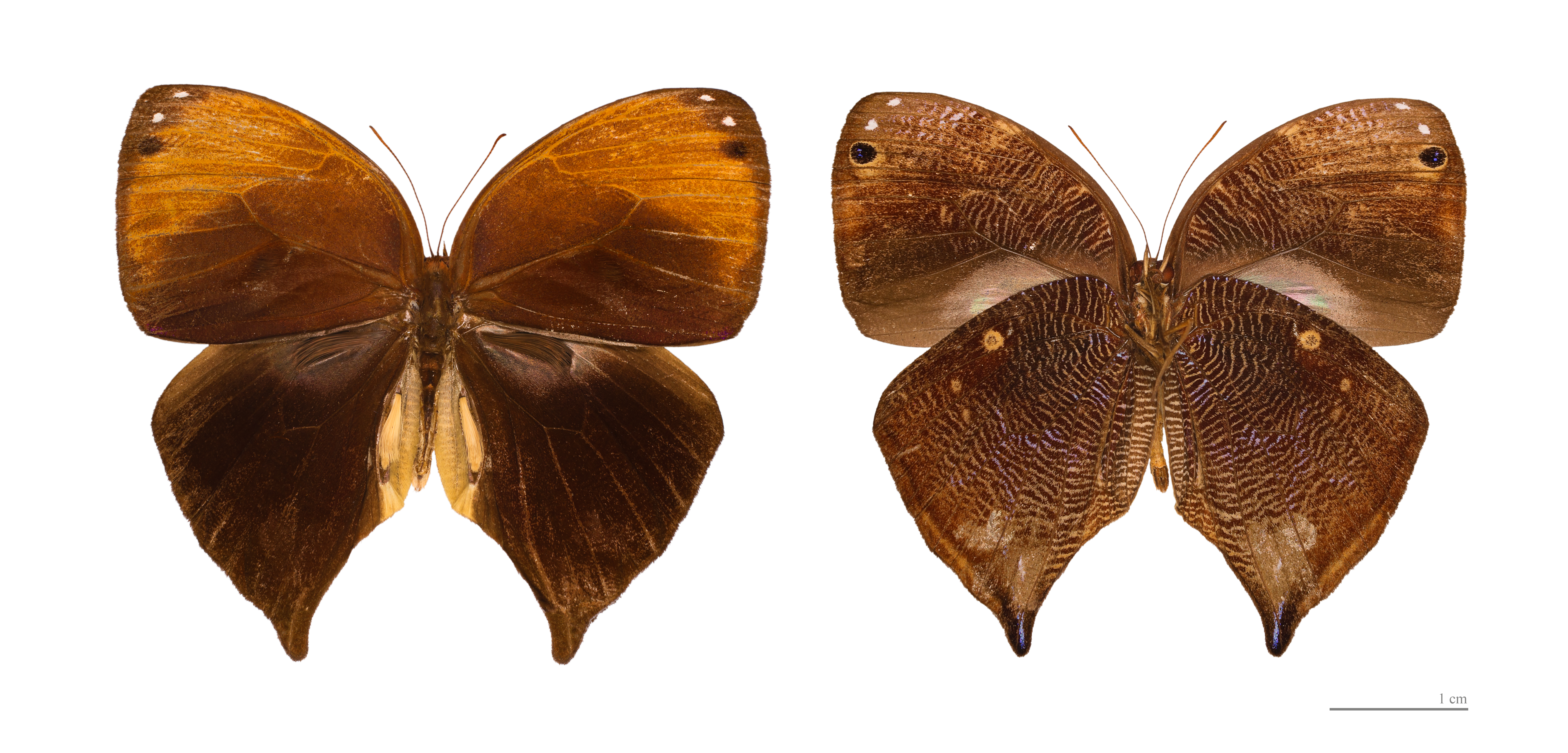
Bia actorion actorion